# L'ultimo fuorilegge (film 1993)
L'ultimo fuorilegge (The Last Outlaw) è un film per la televisione del 1993 diretto da Geoff Murphy

## Trama
1873. Finita la guerra di secessione, un manipolo di soldati a cavallo sudisti resta compatto agli ordini del comandante Graff con l'intento di vendicare i soprusi dei nordisti. In breve tempo i sette si trasformano in una banda spietata specializzata in furti di banche, temuta in tutto il West.
L'ennesimo colpo trova una cittadinanza preparata e agguerrita, ma Graff e i suoi con uso di esplosivi e largo spargimento di sangue, riescono nuovamente nell'intento di svaligiare la banca.
La banda fugge verso il Messico contando tre feriti, compreso Graff, mentre il banchiere recluta un gran numero di uomini che si lanciano all'inseguimento agli ordini dello sceriffo Sharp.
Graff reputa Loomis, ferito gravemente ad una gamba, un peso per il gruppo ma Eustis non accetta di lasciare un compagno indietro e, con fatica, riesce comunque a portarlo con sé. Questo finché Graff non decide di farla finita per il bene della banda. Mentre sta per uccidere Loomis, Eustis spara a Graff che precipita rovinosamente in un dirupo. La banda continua così la sua fuga "decapitata" per mano di Eustis che, ora, deve assumersi il comando. I sei non sanno ancora di essere inseguiti ma alla fine, mentre sono accampati per la notte, decidono che devieranno verso est, proprio per evitare di essere raggiunti sulla strada che li porta verso il confine.
Gli inseguitori intanto hanno raggiunto Graff che è sopravvissuto miracolosamente evitando la pallottola grazie ad una fiaschetta metallica. Spiegata la sua sete di vendetta, il fuorilegge dà indicazioni allo sceriffo di procedere verso est, contro le previsioni più logiche. Ed in effetti in quella direzione raggiungono i rapinatori. Un errore dello sceriffo mette in guardia i fuorilegge che in un'imboscata decimano gli inseguitori. Graff ne approfitta per uccidere indisturbato lo sceriffo Sharp, diventando così il braccio destro del banchiere, che trattiene gli uomini impauriti con la promessa di maggiori compensi.
Quando gli inseguitori uccidono Philo, la banda in fuga si divide, con Wills che, per paura, prende il bottino e torna indietro a consegnarlo per salvarsi la vita. Il banchiere è soddisfatto ma Graff, all'insaputa degli altri, getta lui e il bottino in fondo a un canyon, prendendo il comando di questa nuova banda, il cui unico obiettivo è sterminare i rapinatori inseguiti, sui quali c'è una taglia di mille dollari a testa.
Graff, palesatosi a Eustis, uccide i restanti componenti della banda diretta in Messico, lasciando per ultimo proprio il giovane luogotenente che aveva osato ribellarsi. Nel duello finale sulle rive del Rio Grande Eustis batte l'esperto e spietato comandante, d'astuzia e, quindi, solo e ferito, riesce nonostante tutto a varcare la frontiera.